# Билєвець
Билєвець (хорв. Biljevec) — населений пункт у Хорватії, у Вараждинській жупанії у складі громади Марушевець.

## Населення
Населення за даними перепису 2011 року становило 258 осіб.
Динаміка чисельності населення поселення:

## Клімат
Середня річна температура становить 10,02 °C, середня максимальна – 24,12 °C, а середня мінімальна – -6,37 °C. Середня річна кількість опадів – 930 мм.
| Клімат поселення                              | Клімат поселення | Клімат поселення | Клімат поселення | Клімат поселення | Клімат поселення | Клімат поселення | Клімат поселення | Клімат поселення | Клімат поселення | Клімат поселення | Клімат поселення | Клімат поселення | Клімат поселення |
| Показник                                      | Січ.             | Лют.             | Бер.             | Квіт.            | Трав.            | Черв.            | Лип.             | Серп.            | Вер.             | Жовт.            | Лист.            | Груд.            |                  |
| Середній максимум, °C                         | 5,58             | 7,47             | 11,86            | 16,13            | 21,06            | 24,12            | 23,53            | 22,96            | 19,00            | 13,94            | 8,37             | 4,30             |                  |
| Середня температура, °C                       | −0,4             | 1,48             | 5,88             | 10,16            | 15,09            | 18,15            | 19,84            | 19,26            | 15,28            | 10,24            | 4,68             | 0,60             |                  |
| Середній мінімум, °C                          | −6,37            | −4,48            | −0,1             | 4,18             | 9,10             | 12,16            | 16,13            | 15,56            | 11,60            | 6,54             | 0,98             | −3,09            |                  |
| Норма опадів, мм                              | 44               | 47               | 62               | 72               | 80               | 108              | 95               | 96               | 88               | 88               | 86               | 64               |                  |
| Середньомісячна швидкість вітру, м/с          | 1.84             | 2.10             | 2.44             | 2.40             | 2.30             | 2.00             | 2.00             | 1.80             | 1.80             | 1.80             | 1.91             | 1.90             |                  |
| Середньомісячна сонячна радіація, кДж/м²·день | 4071             | 6818             | 10536            | 14866            | 18882            | 20737            | 21371            | 18620            | 13792            | 8625             | 4528             | 3247             |                  |
| --------------------------------------------- | ---------------- | ---------------- | ---------------- | ---------------- | ---------------- | ---------------- | ---------------- | ---------------- | ---------------- | ---------------- | ---------------- | ---------------- | ---------------- |
| Джерело:                                      |                  |                  |                  |                  |                  |                  |                  |                  |                  |                  |                  |                  |                  |